# Trust Me (中森明菜の曲)
「Trust Me」（トラスト・ミー）は、日本の歌手中森明菜の楽曲。この楽曲は中森の39枚目のシングルとして、1999年12月1日にガウスエンタテインメント（現・徳間ジャパンコミュニケーションズ）よりリリースされた (8cmCD: GRDO-24)。

## 背景
「Trust Me」は、1998年9月にリリースされた「とまどい」、1999年1月にリリースされた「オフェリア」に続く楽曲で、1999年12月1日に「Trust Me」と同時発売されたスタジオ・アルバム『will』からのシングルとしてCDシングル (8cmCD: GRDO-24)で発売された。この楽曲は、夏野芹子が作詞し、原一博が作曲を手掛け、藤原いくろうによって編曲された。「Trust Me」は、これまでライブやメディアなどで披露されたことはないが、ガウスの親会社であった第一興商のカラオケには本人出演映像が使用された。スタジオ・アルバム『will』には、本曲のアルバムバージョンに加えて、シークレットトラックとしても収録された。
シングル盤「Trust Me」の2曲目として発表された「雪の花 〜White X'mas〜 (chamber music version)」は、1998年6月17日リリースのスタジオ・アルバム『SPOON』の収録曲「雪の花 〜White X'Mas〜」をシングル用にアレンジを変えて収録された楽曲である。同曲は「Trust Me」に続いて夏野が作詞し、「Trust Me」をアレンジした藤原が作曲と編曲を手掛けた。
中森にとって8cmシングル盤で発売された最後のシングルで、ガウスエンタテインメント在籍時最後のシングル曲ともなった。在籍していたガウスエンタテインメントは、2005年7月1日に徳間ジャパンコミュニケーションズに吸収合併され、法人格が消滅している。

## チャート成績
この楽曲は、オリコン週間シングルチャートで最高順位57位を記録し、同チャートには、計1週ランクインした。

## 収録曲
| 全作詞: 夏野芹子、全編曲: 藤原いくろう。 |                                                   |           |              |      |
| #                                        | タイトル                                          | 作詞      | 作曲         | 時間 |
| 1.                                       | 「Trust Me」                                      | 夏野芹子  | 原一博       | 4:24 |
| 2.                                       | 「雪の花 〜White X'mas〜」(chamber music version) | 夏野芹子  | 藤原いくろう | 6:12 |
| 3.                                       | 「Trust Me」(voiceless version)                   | 夏野芹子  |              | 4:24 |
| 4.                                       | 「雪の花 〜White X'mas〜」(voiceless version)     | 夏野芹子  |              | 6:10 |
| 合計時間:                                | 合計時間:                                         | 合計時間: | 21:10        |      |

## 収録アルバム
Trust Me
- 『will』[3]